# 朱镕基
朱镕基（1928年10月23日—），字長庚，湖南长沙人，是中国共产党和中华人民共和国电机工程师及政治人物，原正国级领导人，毕业于清华大学电机系电机制造专业。曾任第十四、十五届中共中央政治局常委（1992—2002）、国务院副总理（1991—1998）、国务院总理（1998—2003）等职务，是中共中央总书记江泽民执政时期的中共中央领导集体核心成员之一。
朱镕基出生于湖南长沙县，是明朝開國皇帝明太祖朱元璋第十八子岷莊王朱楩的後裔，自幼父母双亡，1947年于湖南省立第一中学（今长沙市第一中学）毕业后考入清华大学电机系电机制造专业。在清华期间加入新民主主义青年联盟，1948年12月参加工作，1949年10月加入中国共产党。1951年大学毕业后，进入当时的东北人民政府和国家计划委员会工作，担任副处长、领导秘书等职务。1958年起，在整风、反右、文革等陆续到来的政治运动中遭到冲击，被开除党籍。此后，朱镕基担任过国家计委业余干部学校教师、国民经济综合局工程师并被下放到湖北襄樊的“五七”干校参加劳动，直至1975年回到北京，返京后，在石油工业部下属企业从事技术工作。
1978年恢复党籍后，先后在中国社会科学院工业经济研究所及新设立的国家经济委员会任职，官至国家经委副主任。1987年起，任中共上海市委副书记、市长，江泽民于1989年升任中共中央总书记后，朱镕基兼任上海市委书记。1991年4月，任国务院副总理，并在1992年召开的中共十四届一中全会上当选为中共中央政治局常委。1998年3月，接替十年任期届满的李鹏出任国务院总理，于2003年3月卸任后离休。此外，朱镕基还担任过中国人民银行行长、清华大学经管学院院长等职务。2003年退休后，生活低调，偶尔在国家重要会议和庆典场合以及高校露面。2009年起，陆续整理其担任地方及国家领导职务期间回答记者提问和讲话内容成书并出版《朱镕基答记者问》。朱镕基自幼酷爱京剧，退休后也为之投入大量时间和精力。
朱镕基是中国高层内部较为熟悉经济工作的领导干部，其在经济领域工作逾半个世纪，经验丰富，加上其思维敏锐、雷厉风行、敢言敢为和要求严格的特质与个性，使其主导的经济工作多被高效推进并卓有成效，如80年代末期的上海浦东开发开放、市场经济体制改革、分税制改革、应对亚洲金融危机、处理房地产泡沫和金融体制改革等。出任总理后，他推行国家行政部门精简、国有企业改革、打击走私等工作，并推动中国成功加入世界贸易组织。在位期间政府运转高效，也因个别政策的施行造成巨量国有企业工人下岗近千万计的人口生活艰辛；住房市场化、医疗市场化、教育产业化导致的住房难看病贵孩子上学贵；农民负担在他当政期间普遍超重，甚至多地激起农民运动暴力抗争，对社会形成一定负面影响，也使朱镕基所领导的行政团队受到指责。

## 生平

### 早年经历
1928年10月23日，朱鎔基出生在湖南省長沙縣安沙鎮和平村棠坡。
朱镕基早年在朱氏家族兴办的时中学校读书。1947年，朱镕基自湖南省立第一中学毕业，在上海考入国立清华大学电机系。入学后便参加学生运动，先后出任班长、学生会主席。1948年12月参加了中共地下党领导的中国新民主主义青年联盟1949年10月加入中国共产党。。
1951年自清华大学电机系电机制造专业本科毕业，分配到东北人民政府工业部计划处，担任生产计划室副主任。当时，计划处处长先是柴树藩，后是袁宝华。
1952年12月，东北人民政府撤销后，作为100余名“地方支援中央”的干部之一，既懂经济又有工作经历的朱镕基随马洪、安志文等人来到国家计委工作。在国家计委，朱镕基起初担任燃料动力局的组长，负责管电。1954年到工业综合局担任组长，负责综合处工作。随后任国家计委主任办公室副处长，担任国家计委副主任张玺的秘书。后来，因张玺患癌症，朱镕基乃同时兼任国家计委机械工业计划局综合处负责人，担任国家计委机械工业计划局综合处副处长。

### 右派与劳动生涯
1957年，中国共产党开展整风运动。据朱镕基后来在市长竞选演讲中介绍，当时实行“大鸣大放”，同事们说朱镕基是国家计委党组领导的秘书，一定要他带头向党组提意见，于是朱镕基就在局里做了简短讲话，当年10月份以前，大家都认为朱镕基提出的意见不错，但到10月份以后，随着反右运动的展开，大家说朱镕基的意见要重新考虑，到1958年1月便将朱被打成“右派”。但是，由于领导器重，此时对朱镕基的处理非常宽，他仅被撤销机械工业计划局综合处副处长职务、行政降两级并开除了中国共产党党籍，下放农场劳动改造。
在1958年打成右派之后的一两年内，朱镕基任国家计委干部业余学校教员，教数理化。后来，朱镕基恢复工作，在国家计委国民经济综合局工业处工作，担任工程师，直到1969年。国家计委党组始终没有将朱镕基下放。
从1970年至1975年，朱镕基在位于湖北襄樊的国家计委五七干校劳动了五年。五七干校是一个集体农场，处在农村，朱镕基由此有了对农村的了解、对劳动的体会。在这五年内，朱镕基种过小麦、棉花、水稻，放过牛、羊，养过猪，当过炊事员。
1975年后，朱镕基回到北京，当时其关系仍在国家计委，但被分配至位于河北廊坊的石油工业部管道局电力通讯工程公司工作，先后任办公室副主任、副主任工程师。朱镕基带领一支徒工队伍，从爬电线杆开始培训，直到能够安装22万伏高压线和11万伏变电站。这段时间有两年多一点，使朱镕基有了一点基层工作经验。

### 平反复职
1978年，朱镕基被调往中国社会科学院工业经济研究所担任研究室主任。不久，在中共十一届三中全会前夕，纠正了错划朱镕基为右派的问题，同时恢复了朱镕基的中国共产党党籍，恢复了朱镕基的职务。这时，袁宝华担任国家经委副主任，康世恩任主任，要朱镕基回国家经委工作，因为国家经委实际是从国家计委分出设立。
1979年至1982年，朱镕基任国家经委燃料动力局处长、综合局副局长。1982年，新的国家经委成立后，朱镕基开始担任国家经委委员兼技术改造局局长。1983年，朱镕基担任国家经委副主任、党组成员。1985年，担任国家经委常务副主任、党组副书记，直到1987年初赴上海任职。在国家经委工作期间，1984年出任清华大学经济管理学院院长。

### 主政上海
1987年11月1日，朱镕基在中共十三大上当选中共中央候补委员，同年12月调任中共上海市委副书记。1988年4月25日，任上海市市长。1989年8月，在江泽民当选中共中央总书记后升任中共上海市委书记、仍然兼任市长直至1991年上調北京任國務院副總理。
在任期间，他由于关注民生疾苦，强调幹实事不摆花架子，妥善解决了“菜篮子”、交通、住房三大民生工程，得到上海市民赞赏，同时，他倚重法制铁腕治吏，重典治乱、高压反贪，刮起“廉政风暴”；大刀阔斧进行产业结构调整，领导传统工业“金蝉脱壳”“返老还童”；大胆推出财权、事权下放等一系列改革举措，强力推行“一个机构、一个窗口、一个图章”的“高效廉洁政府”人送外号朱一敲；坚持“上海经济同世界经济接轨”的理念，拍板筹建上海证券交易所，推动浦东开放开发。《朱镕基上海讲话实录》收录了他在1989年六四民运时期的讲话，当时朱镕基声称上海不同于北京，拒绝出动军队避免矛盾激化。
受六四事件影响改革开放陷入停滞之时，朱镕基顶住当时国内外的质疑改革的重重压力，向邓小平及中央努力推动浦东开发开放，并亲自参与主持管理，因而赢得了广泛的尊敬，也获得了邓小平的赏识，浦东开发开放也在1990年得到了国务院的批准得以实施，在1949年6月被关闭的上海证券交易所也在朱镕基主政上海期间的1990年11月26日重新开办成立。从1988年到1994年，邓小平每年都带家人到上海过春节，一共在上海过了7个春节。朱镕基任内年年接待过(1988年到1991年)。1991年2月18日，农历大年初四的上午，已经退休的邓小平登上新锦江大酒店41层的旋转餐厅，对身边的朱镕基说“希望上海人民思想更解放一点，胆子更大一点，步子更快一点”，即“三个一点”。
受到“三个一点”鼓舞，朱镕基称1991年是个“改革年”，还借用三国时期曹操的话说：“何以解忧，唯有改革。”为此，朱镕基被保守派暗喻为“中国的戈尔巴乔夫”“走资本主义道路的改革派”。中共上海市委机关报《解放日报》刊登一组署名“皇甫平”的评论，提出推进改革，实行市场经济。这组评论的主要作者是周瑞金，支持者则是朱镕基。

### 进入中央

#### 当选副总理
1991年4月8日，全国人大七届四次会议补选朱镕基为国务院副总理，并兼任国务院生产办公室主任、党组书记，成为副国级领导人。1992年1月至2月邓小平南巡后，姓资姓社争论中中共改革派的胜局已定。1992年6月，朱镕基兼任国务院经济贸易办公室主任、党组书记。1992年10月19日，时年64岁的朱镕基在中共十四届一中全会上从原来的中央候补委员跳过中央委员、直接晋升为中共中央政治局常委，排名第五，成为正国级领导人，被视为破例提拔。
1993年3月29日，在全国人大八届一次会议上，朱镕基被任命为排名第一的国务院副总理兼任党组副书记，负责国务院常务工作，协助中共中央总书记江泽民和国务院总理李鹏领导中国经济决策。同年6月，兼任中国人民银行行长，一直兼任至1995年6月。

#### 清理三角债
1991年，刚就任副总理的朱镕基赶赴东北三省，亲自坐阵，现场清欠。他提出注入资金、压货挂钩、结构调整、扼住源头、连环清欠等一整措施，只用了26天，就基本解决纠结最深的"三角债"。

#### 海南房地产泡沫
1993年下半年，一路高歌猛进的海南房地产热开始了。6月23日，时任国务院副总理的朱镕基发表讲话，宣布终止房地产公司上市、全面控制银行资金进入房地产业。次日，国务院发布《关于当前经济情况和加强宏观调控意见》，银根全面紧缩。

#### 分税制改革
1994年，朱镕基一口气推出财税制度、金融体制、投资体制、企业制度、住房制度、物价体制六个方面的改革。财税制度上推行「分税制」，使中央取得财政收入的大部分，地方只拿到小部分。

#### 金融体制改革
银行改革的目的是使银行不再是官员和官商的提款机，把银行专业化，成立政策性银行承担政策贷款的任务，建立现代银行制度。人民币汇率和国内物价取消双轨制，和市场接轨，消灭官员利用特权的寻租空间。这些强力推行改革使得朱镕基在主管经济的副总理之时，优秀的政绩及强硬的作风，备受国内外赞扬，也就因此被冠以“经济沙皇”的名号。

### 总理生涯
1997年9月19日，69岁的朱镕基在中共十五届一中全会上连任中共中央政治局常委，党内排名由第五上升为第三，仅次于江泽民和李鹏。1998年，朱镕基兼任国家科技教育领导小组组长。1998年3月，朱镕基在九届全国人大一次会议上接替十年任期届满的李鹏出任国务院总理，任至2003年3月，是江泽民任职中共中央总书记和第三代领导核心时的第二位政府首脑。1998年4月，兼任国家经济体制改革委员会主任，1998年5月兼任国务院三峡工程建设委员会主任。
朱镕基在副总理和总理任內大力提拔具有金融才能的王岐山，先后任命他出任中国人民银行副行长、中国建设银行行长、中国国际金融有限公司董事长、国务院经济体制改革办公室主任等财经要职，被视为王岐山仕途上的一大恩师。除此之外，楼继伟、周小川等一批有着真才实学和能力的官员均受到其提拔和重用。

#### 金融危机
1997年亚洲金融危机爆发，受其波及广东损失为中国大陆最高，广东省多家地方金融机构包括广东国际信托投资公司、华侨信托投资公司、汕头商业银行等，先后出现严重的财务问题，使香港多家银行對有关贷款作出庞大的呆坏账拨备，影響盈利表現。时广东的银行不良贷款比率达50%，大多数香港及外资银行均暂停对中资企业的新贷款。时任中国人民银行行长助理兼广东分行行长肖钢被派至广东，而时任中国建设银行行长、党组书记王岐山亦被任常务副省长分管金融工作，协助省委书记李长春处理资不抵债的广信、粤海等国有企业。粵海重組經高盛主持，實現債務重組，新粵海總資產483億港元，總負債339億港元，資產負債比例為67％，財務狀況得到明顯改善。广东省又以地方政府未来的财政收入做担保，向人民银行借款380亿元，以支付受倒闭金融机构影响的一般民众存款，利息只按人民银行规定的利率计算。后人民银行又向广州分行增拨70亿元再贷款额度，专项用于解决人民银行自办地方金融机构的遗留问题。到2000年10月，廣東省政府重組和關閉省內合共147家城信社1,063个分支机构，16家国投及14家办事处，国投下属48家证券营业部，以及843家农金会。

#### 九八抗洪

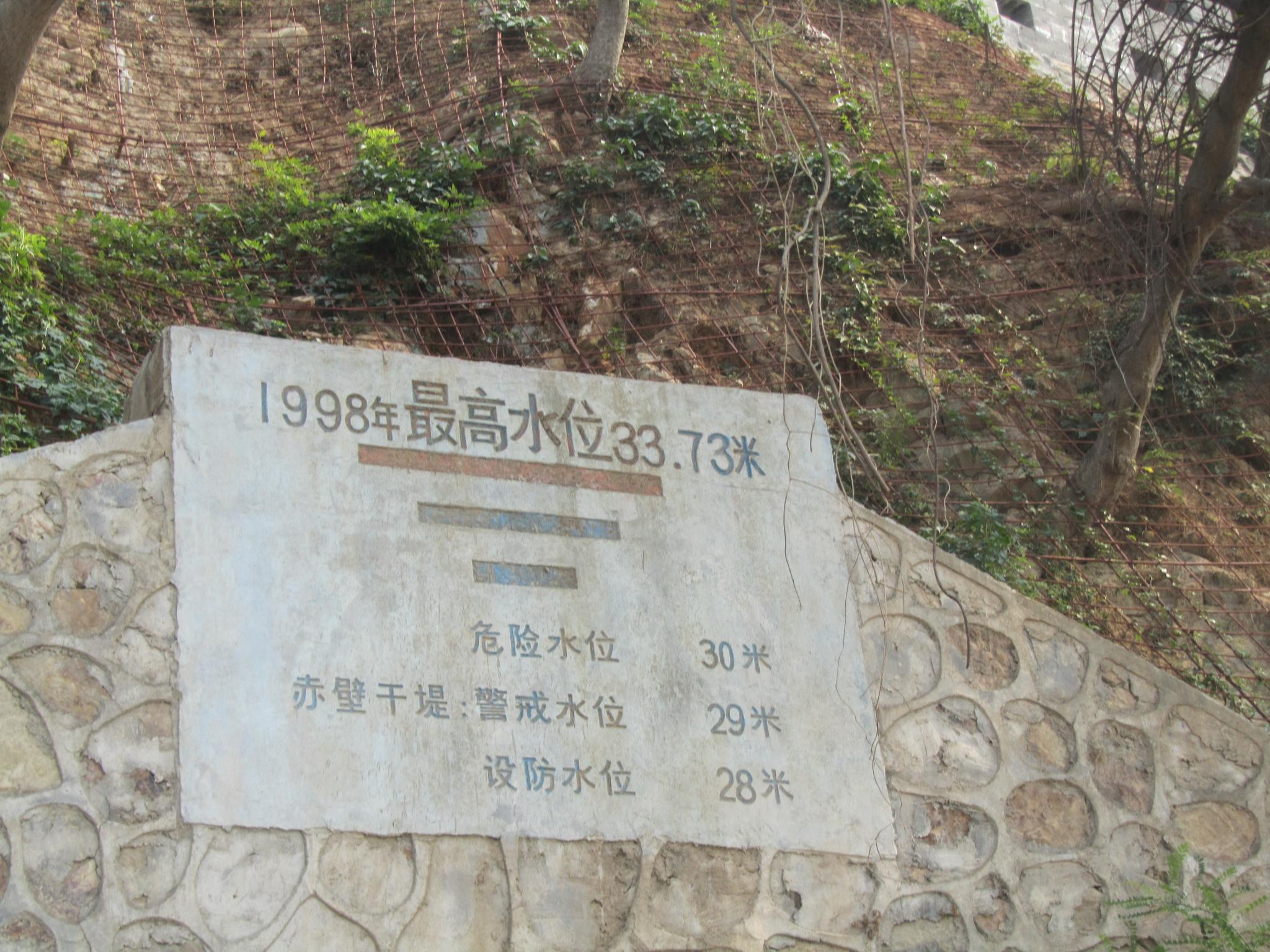
长江堤岸的一块指示牌，记载了此处1998年洪水的最高水位。

1998年夏季，中国长江流域泛滥，为中国带来严重的损失。连日来持续的大雨令洪灾更为严重，造成自1954年以来最大的洪水。共有29个省、市、自治区都遭受了这场灾难，受灾人数上亿，4150人死亡，近500万所房屋倒塌，2000多万公顷的中国土地被淹，经济损失达1,600多亿人民币。此次洪水暴露出许多水利工程质量低劣的“豆腐渣工程”，当时朱镕基巡视发生水灾的江西省九江市时，因九江新筑的防洪大堤不堪一击，被朱镕基斥责并创造“豆腐渣工程”一词，也引发了公众对于“围湖造田”等环境保护问题的讨论。

#### 广信破产
1990年代中期开始，广东国际信托逐渐进入还债的高峰期。1998年，时任国务院总理的朱镕基决定关闭广东国际信托投资公司(GITIC)。

#### 打击走私
朱镕基进行了中华人民共和国建国以来最大幅度的机构精简，采取了积极的财政政策，通过政府举债促进经济的成长、增加公务员薪金等方法，使得中国经济能够在软着陆后再度步入高速发展的轨道。任内大力打击贪污腐败与走私活动，并亲自督办广东湛江特大走私受贿案和中华人民共和国建国来最大的一起走私案遠華案（嫌疑主犯賴昌星）。

#### 政府機構改革
關於機構改革，1998年，朱镕基在国务院第一次全体会议上要求国务院总人数要减一半，副总理从6人减到4人，国务委员由8位减到5位，副秘书长由10位减到5位。国务院总人数要裁减一半。到1998年年底，国务院机关总人数由3.3万人减至1.6万多人。2000年又把10个国家局撤销了9个。
国务院不再保留的有15个部、委。包括：电力工业部、煤炭工业部、冶金工业部、机械工业部、电子工业部、化学工业部、国内贸易部、邮电部、劳动部、广播电影电视部、地质矿产部、林业部、国家体育运动委员会、国防科学技术工业委员会（组建新的国防科学技术工业委员会,将原国防科工委管理国防工业的职能、国家计委国防司的职能以及各军工总公司承担的政府职能,统归新组建的国防科学技术工业委员会管理）、国家经济体制改革委员会（为了加强国务院对经济体制改革工作的领导，国家经济体制改革委员会改为国务院高层次的议事机构，总理兼主任，有关部长任成员，不再列入国务院组成部门序列）。

#### 国企改革
朱镕基声称当时国有企业冗员过多、人浮于事、效率低下、浪费惊人、债台高筑、大量亏损，1996年四大国有银行的坏账加上逾期呆滞贷款占贷款总额的70%左右，如果继续为国企注资，金融系统会被拖垮。对此，朱镕基继续大刀阔斧地进行经济体制改革和国务院体制改革。朱镕基国企改革之后，开始大力支持更具有竞争力的国有企业，培养世界级的企业，如中石化，中国工商银行等。

##### “抓大放小”
1995年9月28日，中共十四届五中全会通过了《中共中央关于制定国民经济和社会发展“九五”计划和2010年远景目标的建议》，全会指出要对国企实施战略性改组：“以市场和产业政策为导向，搞好大的，放活小的”。抓大方面，集中抓重点企业，将最大型、有竞争力的企业改组成企业集团，并将之置于国家控制下；中小企业则直接推向市场，将那些经营业绩不好、非关支柱的地方中小型国有企业向民间出售，或予以破产。对关系国计民生的关键国有企业则给予重点扶持，指定宝钢、海尔、江南造船、华北制药、北大方正、长虹六家公司，力争使它们在2010年进入“世界500强”。各省市也遵循中央的模式，各省纷纷开出自己的扶持名单，“世界五百强”成为国企彼此竞争的标竿。

##### “国退民进”
因为亚洲金融风暴日本、韩国奉行混合经营模式的企业相继陷入困境，朱镕基的改革开始转为国有资本从纺织、家电、食品等一百多个竞争性领域中逐步退出，转而在资源、能源、重化等战略性部门形成主导和垄断。

##### “三年脱困”
在1998年就任总理后，他提出“一个确保、三个到位、五项改革”的施政方针。一个确保，就是确保中国年经济增长达到8%，通货膨胀控制在3%之内，人民币不贬值。三个到位，包括国有大中型企业脱困，金融系统改革，大幅削减政府规模，把四十个部委减为二十九个，人员减少一半。五项改革包括粮食流通体制改革，投资融资制度，住房制度，医疗制度和财政税收制度的改革。投资融资方面要减少政府审批，住房制度变福利分房为市场化的住房供应，财税制度中要改革税之外的额外费用。最后要把机构精简和冗余项目省下来的钱投资科研，实行科教兴国。2002年，他接受记者采访时认为，“一个确保、三个到位、五项改革”已经基本实现。

##### “下岗大潮”
在改善中國的貪污和國營企業低效率的同時，也出現一些對朱鎔基擔任總理期間的部分政策有異議的反思聲音。質疑主要在于幾個方面：其國企改革辞退大批國有企業工人，他们下岗失業，致使下崗工人有“朱嘴一張，工人下崗”的說法。高等教育產業化高校扩招，导致大学生过剩就业困难。杨继绳认为朱镕基基本是计划经济思想，国家经济的思想比较严重。但无论如何，朱镕基任总理期间，中国的物质财富和生产能力趋于充足，中国历史上数千年未得到解决的饥荒和物资匮乏得到解决，同时，这段时间也是中国社会矛盾较为缓和的时期，通货膨胀消失，甚至曾出连续两年的物价下降的情况，这在中国是罕见的。有一些人认为，在朱镕基卸任后，朱镕基时代三大改革所积累下的财富却在温家宝任职总理期间被耗尽。

#### 中国入世
1999年11月15日，经过了六天六夜的艰苦谈判，中美签署关于中国加入世界贸易组织的双边协议。2001年12月11日，中华人民共和国正式加入世界贸易组织，是第143个成员。

#### 台灣問題
1999年4月，朱镕基出访美国，在和时任美国总统克林顿的记者会中被問到美軍對兩岸關係的影響，兩岸統一要不要有時間表，願不願意訪問台灣？朱回答「關於中國對台灣統一的政策，我們國家主席有作非常明確的聲明，這一點我想不用我再來說了。我們從香港回歸祖國就可以看到中國嚴格的在那個地方實行一国两制。港人治港，高度自治，我想全世界的人民都承認這一點。而我們對台灣的政策，比這個寬鬆得多，也就是說，我們允許台灣保留自己的軍隊，而且我們也準備讓台灣的首腦到中國的中央政府來當副首腦，能不能當正首腦呢？我就不清楚了，因為我想大概沒有人會投他的票。」

2000年3月15日，即台灣新一屆總統選舉三天前，朱鎔基在九届全国人大三次会议记者招待会上，以罕见的严厉措辞回答新加坡《联合早报》记者周瑞鹏的提问，并以此警告民進黨候选人陈水扁等人：
台灣的選舉，是地方性選舉，是台灣人民自己的事情，我不想干預。但是我們必須講清楚，不管誰上台，絕對不能搞「台灣獨立」！任何形式的「台灣獨立」都不能允許！這就是我們的底線，也是代表十二億五千萬中國人民的心聲。我們解決台灣問題的一貫方針，是「和平統一，一國兩制」。但是，我們絕不承諾放棄使用武力。誰贊成「一個中國」的原則，我們就支持誰，我們就跟他談，什麼問題都可以談，可以讓步，讓步給中國人嘛！誰要是搞「台灣獨立」，你就沒有好下場！因為你不得人心，你違背了海峽兩岸中國人的人心，你也違背了全世界華裔、華僑的人心。我們中國人都記得，從1840年鴉片戰爭以来，中國的一部近代史就是受外來侵略勢力欺負凌辱的歷史，台灣也是多年在日本軍國主義者的統治和佔領底下。回想當年，中國是何等的貧窮積弱，但是，我們還是喊出了「起來，不願做奴隸的人民！」，並且為此進行了前仆後繼的英勇鬥爭。當時的救亡的歌曲，我當時只有九歲，現在我還記得清清楚楚。每逢唱這些救亡歌曲的時候，我的眼淚就要流出來，我就充滿了要為祖國慷慨赴死的豪情。那麼，今天中國人民已經站起來了，我們能允許自古就屬於祖國的領土的台灣從祖國分裂出去嗎？絕對不能！
現在有些人在計算，中國有多少飛機，多少軍艦，幾個導彈，結論是中國人不敢打，也不會打。按照你這種計算，希特勒早已統治全世界了！你不懂中國的歷史，你不知道中國人民一定會以鮮血和生命來捍衛祖國的統一、民族的尊嚴。這幾天，台灣的選情，波譎雲詭，急轉直下，用盡了權謀手段。司馬昭之心，路人皆知啊！不就是有人要讓台獨勢力上台嗎？前天，台灣股市重挫617點，它集中地反映了台灣人民對「台獨」勢力囂張的憂慮，他們擔心「台獨」勢力的上台會挑動兩岸的戰爭，破壞兩岸的和平！我們認為這種擔心和憂慮是邏輯的必然，是關係到每一個台灣人的切身命運的。現在，台灣人民面临著緊急的歷史時刻。何去何從，切莫一時衝動，以免後悔莫及。但是，我們相信台灣人民的政治智慧，我們相信台灣同胞會作出明智的歷史決策。但是還有三天呢，世事難測。台灣同胞，你們要警惕啊！Thank you.

#### 香港問題
2002年3月中，朱镕基在全國人大閉幕的國務院總理記者會上談及香港，他指出：「沒有任何一個大城市，在近期以內能夠超過香港，這一種不可替代的優勢地位，我相信一定能夠克服當前所面臨的暫時的經濟困難，對此我們是有信心的。[...]但香港的優勢還未完全發揮。[...]今後隨著世界經濟的發展，我想香港的地位應該作一些調整，但是我始終堅信，香港的優勢還沒有完全的發揮，將來的地位是不可限量的。」朱鎔基並說中央有關官員已經與香港方面進行磋商怎樣幫助香港，隨著中國加入了世貿，機遇將更多，他相信香港仍然能夠保持亞洲金融中心的地位。

2002年11月19日，朱镕基首度以国务院总理身份訪問香港。當時董建華政府對產業轉型苦無良策，而SARS疫情在11月16日剛從廣東爆發，朱镕基特地脫稿演講，被視作為香港回歸打氣，他的發言在後來屢被重提。朱鎔基指出：
「你到中国去发五十年长期香港债券，我第一个带头买。我相信中国人民、内地人民会跟着我一起买，因为他们对香港有信心，香港是中国的一颗璀璨的明珠嘛！你无论从哪一个方面讲，哪一个水平都比内地的城市高，是最有希望的最有前途的，有什么可怕。[...]香港的前途是光明的，我们总是以有香港而自豪，我就不相信香港搞不好。如果香港搞不好，不单你们有责任，我们也有责任，香港回归祖国，在我们的手里搞坏了，那我们岂不成了民族罪人？不会的。」

### 退休生活
2002年11月15日，74岁的朱镕基在中共十六届一中全会后卸任中共中央政治局常委，并在2003年3月十届全国人大一次会议后卸任国务院总理，正式退休。退休后他很少在公众场合露面，以不谈工作为原则。也终于有时间和精力研习自己的毕生兴趣——京剧和二胡演奏。他把大部分时间都花在唱戏和拉京胡上，据说其唱老生非常专业。
2009年9月，《朱镕基答记者问》一书正式出版发行。10月1日，朱镕基以黑西装、白衬衣、黑领带、黑墨镜的装束出席了建国60周年大庆阅兵式。
2011年4月11日，《朱镕基答记者问》的英文版在伦敦举行首发式。前美国国务卿亨利·基辛格为此书作序。首发式上播放了朱镕基的英文讲话。他说自己一生坚持讲真话，并回顾了他治理通货膨胀，实现软着陆，应对亚洲金融危机，加入世界贸易组织，推动改革的经济成就。不过并未提到其他的改革内容。4月22日，朱镕基返回母校清华大学，并于其曾任院长的经管学院出席活动。其间一反9年来不评论时政的态度：不仅调侃了现行的审查制度和宣传制度，号召讲真话，讲实话，还高调批评现行教育制度、谴责大学假论文、基础教育不足等问题；反驳了税收政策制约地方财政的说法；并针对亿元汽车事件表态，称不主张花那么多钱补贴汽车产业。期间还向同学们赠送《朱镕基讲话实录》一书的样书和《中国农民调查》，称希望同学们用事实去对照书中讲法，看后者讲得究竟对不对。朱镕基说，希望大家看看“我这十几年说的是胡话，真话，还是老实话”。9月8日，《朱镕基讲话实录》一书在中国大陆统一上市，该书收入了朱镕基担任国务院副总理、国务院总理期间的重要讲话、谈话、文章、信件、批语等348篇，照片272幅，批语、书信及题词影印件30件，从各个方面翔实记录了朱镕基领导中国经济的历程，内容涉及中国财税体制改革、金融体制改革、国有企业改革、社会保障体制改革、投融资体制改革、住房制度改革、应对亚洲金融危机冲击、治理通货膨胀等经济社会各领域重大问题。不仅是读者深入了解朱镕基经济社会管理思想、领导风格、个人魅力和心路历程最全面的读本，也是读者回顾和解读中国经济发展历程和基本规律的一部丰富史料。据悉，该书收录的收录文稿、内部讲话多数首次公开。香港镜报披露朱镕基的私下谈话，显示朱镕基这次现身，是深思熟虑，意在迎击中共内部“告别改革”的特殊利益集团。朱镕基表示，现在有一股越来越大的力量，在攻击、否定、疏远和背离改革开放事业，借此设置更大的政治、意识形态的阻碍来阻止改革，扭转中国未来发展的方向。远离改革甚至背离改革的倾向已十分明显，说他们是反对改革的特殊利益集团是不为过的。朱镕基说：“面对这个危险，我没有理由沉默下去。”
2012年春节，朱镕基出席了上海春节京剧晚会，并当众讲话。
2015年9月，参加了中共中央总书记习近平主持的抗日战争70周年阅兵。
2017年10月，与习近平、江泽民、胡锦涛等领导人一起参加了中国共产党第十九次全国代表大会。
2018年10月，朱镕基在钓鱼台国宾馆会见了清华大学经济管理学院顾问委员会委员。
2019年9月28日，朱镕基以清华大学经济管理学院首任院长的身份致信该院2019级MBA新生。

## 著作
代表作
- 《在上海市九届人大一次会议上的讲话》(1988年4月25日)
- 《在九届全国人大一次会议记者招待会上回答中外记者提问》（1998年3月19日）
- 《会见美国贸易代表巴尔舍夫斯基等时的谈话》(1999年11月13日、15日)
- 《关于国民经济和社会发展第十个五年计划纲要的报告》2001年3月6日在九届全国人大四次会议上
- 《充分利用加入世界贸易组织的机遇发展自己》(2002年2月24日)

文集
- 2009年9月5日，《朱镕基答记者问》由人民出版社出版。分为4个部分，每部分按时间排序。第一部分，在九届全国人大会议的5次记者招待会上回答中外记者提问。第二部分，接受外国记者采访。第三部分，在境外发表演讲并回答提问，是演讲和答问的全文。第四部分，在出访期间接受香港记者随行采访的部分内容。[35][67]

- 2011年9月8日，《朱镕基讲话实录》（共四卷）由人民出版社出版。收入担任国务院副总理(1991年4月至1998年3月)、国务院总理(1998年3月至2003年3月)期间的重要讲话、谈话、文章、信件、批语等348篇，照片272幅，批语、书信及题词影印件30件。[35][68]
  - 第一卷为1991年5月至1994年7月，（任副总理，1992年10月起为中央政治局常委）
  - 第二卷为1994年8月至1997年12月，
  - 第三卷为1998年3月至2000年6月，（任国务院总理）
  - 第四卷为2000年7月至2003年2月。

- 2013年8月12日，《朱镕基上海讲话实录》（1987年12月至1991年4月）由人民出版社、上海人民出版社联合出版。收录了朱镕基1987年12月至1991年4月在上海市工作、主政期间的重要讲话、谈话、信件等106篇。[35][69]

## 捐款
2013年捐赠2000万元人民币版税，用于设立湘西自治州义务教育学校特困学生的救助基金。据2014年10月发布的胡润慈善榜介绍，朱镕基过去一年将其著书《朱镕基讲话实录》和《朱镕基上海讲话实录》所得版税悉数捐赠于实事助学基金会，共资助2,398万元。

## 家庭

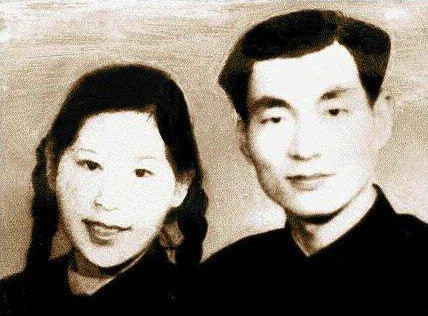
朱镕基与劳安的合照，摄于1956年

朱镕基祖籍凤阳，是明太祖朱元璋第十八子岷王朱楩後人，世居长沙安沙乡棠坡。
朱鎔基名字字首＂鎔＂字；與其祖父名字"訪"字；父親名字"寬"字均與明太祖於皇明祖訓訂明之岷王（即朱楩）後代字輩脗合。明太祖當初取的字輩為＂徽音膺彥譽　定幹企禋雍　崇理原諮訪　寬鎔喜賁從＂；意指朱楩的兒子要取名"徽"字首，孫子要取名"音"字首，如此類推。因此可推斷朱镕基為朱楩第17代後人，即明太祖十九世孫。
- 祖父：朱访绪，号荷生。
- 父亲：朱宽澍，字希圣。朱镕基是个遺腹子，父亲在其出生前便已去世。
- 母亲：张氏，在朱镕基12岁时也病逝，后由五伯朱寬濤负责抚养[73]。
- 妻子：劳安（1929年8月16日—）。
  - 女儿：朱燕来（1954年6月—）[74]。
  - 儿子：朱云来（Levin Zhu，1958年7月29日—）。
- 妻子劳安的哥哥：劳特夫。